# Botijo

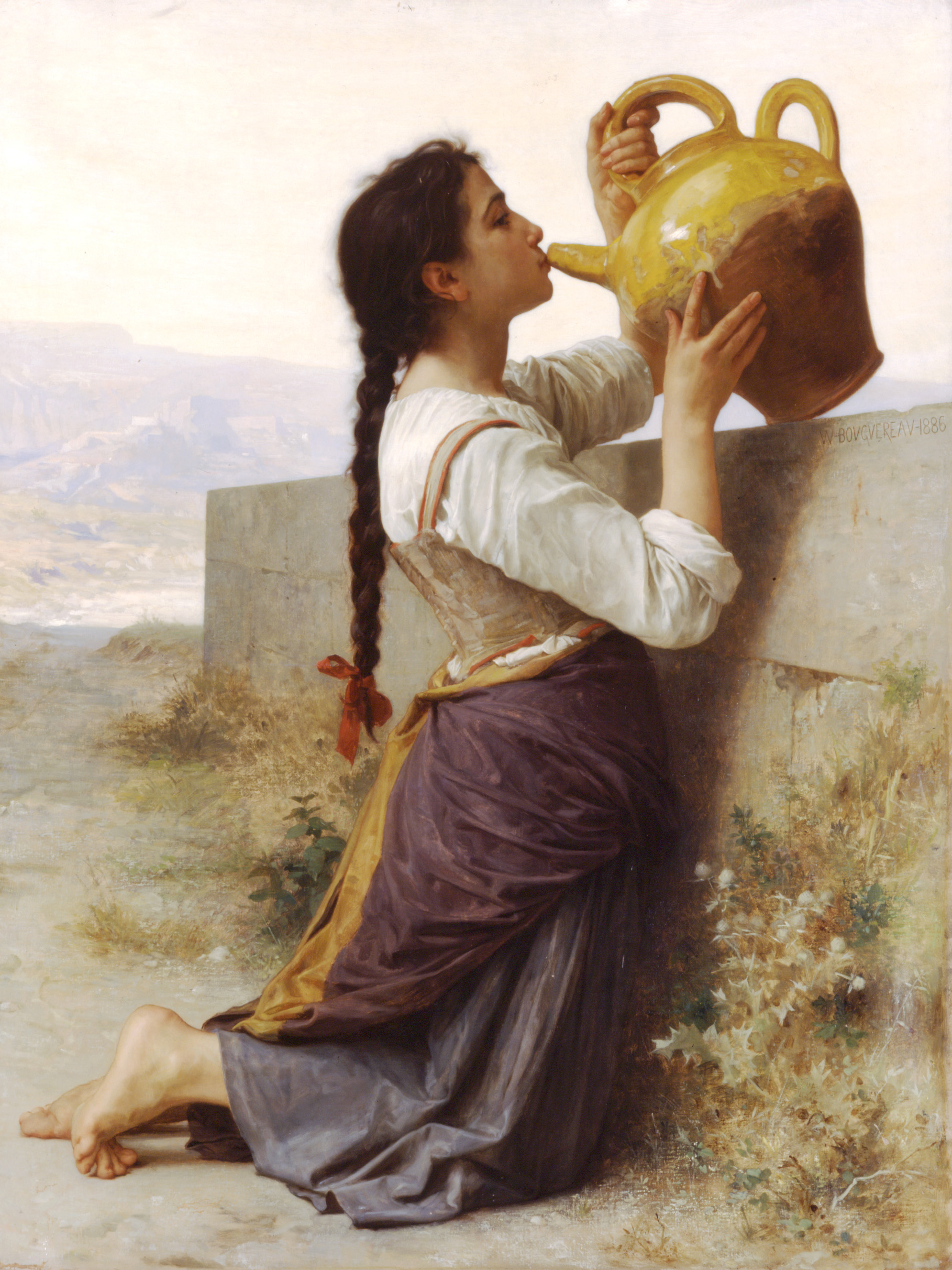
Mujer bebiendo de un botijo

Un botijo (también boteja en Hispanoamérica y búcaro en gran parte de la España meridional) es un recipiente de barro cocido poroso, diseñado para beber y conservar fresca el agua. En cerámica se define como vasija de cuerpo esferoide, un asa en su parte superior, y con dos o más orificios. Por lo general se llama boca al más ancho —por el que se llena—, y pitón o pitorro al otro, que produce un fino chorrillo ideal para beber sin demasiado desperdicio.
El botijo es un objeto típico de la cultura española, habitual en Castilla y León, Aragón y el tercio sur de la Península (Extremadura, La Mancha, Levante y Andalucía), como en las zonas más húmedas del norte o el territorio insular.

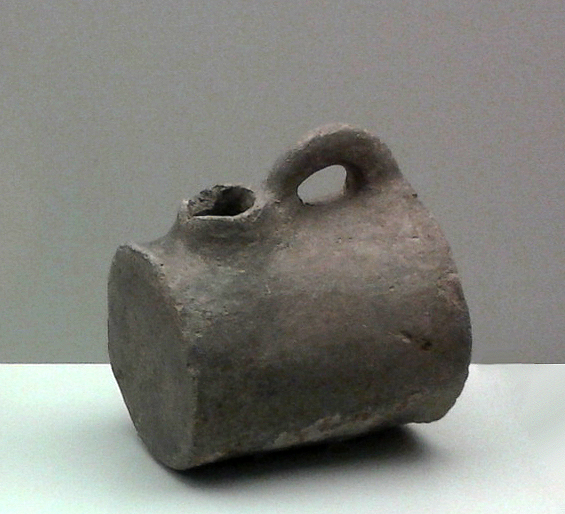
Botijo prehistórico de la cultura argárica considerado el más antiguo de los hallados en la península ibérica (Beniaján)

El ejemplar más antiguo aparecido en la península ibérica pertenece a la cultura argárica y fue hallado en la necrópolis de Puntarrón Chico (Beniaján), cercana a la capital de la región murciana, en cuyo museo arqueológico se conserva; pieza importante en la historiografía de la cerámica por tratarse de una 'obra cerrada', con un solo orificio de 2 cm y el asa colocada en la parte superior; la medida del botijo es de 11 x 9,5 cm.

## Terminología
Al margen de la RAE, se sabe que existió el término latino buttis, botella, tonel, y luego el latín medieval butticula. Probablemente la mezcla de voces romances de origen latino con otras de la cultura mozárabe formaron su tronco etimológico.
Sebastián de Covarrubias en el año 1611, describe "botija", como "vaso de tierra ventrudo con la boca y cuello angosto. Los niños cuando están para llorar hinchan los carrillos y a esto le llaman embotijarse".
En la geografía española, el botijo recibe distintos nombres: en el sur y suroeste de España se alterna con términos como boteja o botejo, "búcaro", "cachucho", "pimporro" o piporro, "pipo", pipote o "catalán" en la zona occidental de Granada, "pirulo" en la vega del Guadalquivir, "ñañe" y "pichilín" en Huelva, "piche" en Extremadura. En Aragón "rallo". En valenciano, la "botija", documentada en obras de teatro desde 1850, se pronuncia [botíʤa], plural "botiges" y diminutivo "botigeta". En el País Vasco, el más afín sería la "txongila" de Cegama (Guipúzcoa). Y en Cataluña, "càntir", que aglutina una variada familia de modelos y tipos.
La alfarería catalana celebra una feria anual en la localidad barcelonesa de Argentona que cuenta con uno de los mejores museos monográficos dedicados a botijos cerámicos.
Otras piezas de alfarería de agua de la familia del botijo son, por ejemplo, el barril y la botija de carro, con su forma panzuda y el pitorro como si fuera el ombligo, con la espalda plana, para poder colgarla del carro. Existe, asimismo, una gran variedad de cantarillas y botijas.

## Funcionamiento

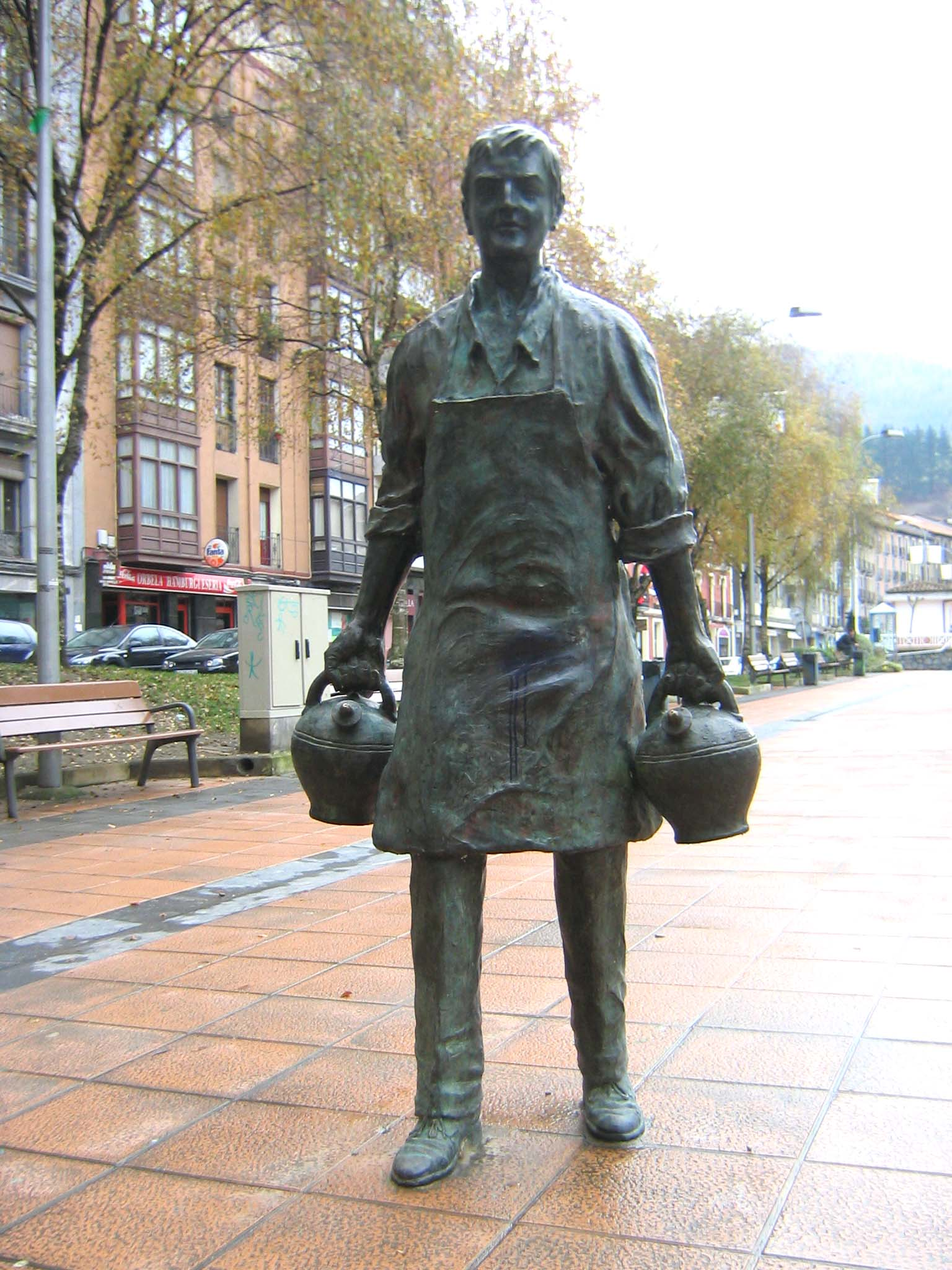
Estatua de un botijero en Éibar, pinche o peón entre cuyas funciones estaba la de llevar agua a los talleres de la localidad.

El principio de funcionamiento del botijo es el siguiente: el agua almacenada se filtra por los poros de la arcilla y en contacto con el ambiente seco exterior se evapora, produciendo un enfriamiento (2,219 kilojulios por gramo de agua evaporada). La clave del enfriamiento está, por lo tanto, en la evaporación del agua exudada, ya que ésta, para evaporarse, extrae parte de la energía térmica del agua almacenada dentro del botijo.
En algunas regiones, antes de usarlo por primera vez, se cura dejándolo durante un par de días lleno de agua y con un poco de anís. En zonas de litoral, para curar el barro se introducen algunos cantos marinos por la boca de carga, se dejan en agua unos días y se enjuaga bien para que no quede regusto a sal.

### Formulación física
En 1995, Gabriel Pinto y José Ignacio Zubizarreta de la Universidad Politécnica de Madrid desarrollaron un modelo matemático para un botijo esférico. Dos ecuaciones diferenciales describen el proceso:
{\displaystyle -{\frac {dV}{dt}}={K'}\cdot a(H_{s}-H)}
{\displaystyle V\cdot C_{p}\cdot \left({\frac {dT}{dt}}\right)=h_{c}\cdot a\cdot (T_{g}-T_{s})+f\cdot \epsilon \cdot \sigma \cdot (4\pi r^{2}-s)\cdot [(273+T_{g})^{4}-(273+T_{s})^{4}]-U\cdot a\cdot (T-T_{s})-{\lambda }_{\omega }\cdot \left({\frac {dV}{dt}}\right)}
donde:
{\displaystyle \ V} = volumen del agua
{\displaystyle \ t} = tiempo
{\displaystyle \ C_{p}} = capacidad calorífica del agua
{\displaystyle \ T} = temperatura del agua
{\displaystyle \ T_{g}} = temperatura del aire
{\displaystyle \ T_{s}} = temperatura de la superficie del agua
{\displaystyle \ a} = área de la superficie externa del agua
{\displaystyle \ 4\pi r^{2}} = área de la superficie total del botijo
{\displaystyle \ s} = área del agua en contacto con el aire
{\displaystyle \ {\lambda }_{\omega }} = calor de vaporización del agua
{\displaystyle \ h_{c}} = coeficiente de convección
{\displaystyle \ f\cdot \epsilon \cdot \sigma } = coeficiente de radiación de calor
{\displaystyle \ U} = coeficiente de transmisión de calor del agua
{\displaystyle \ K'} = coeficiente de transferencia de masa para el agua
{\displaystyle \ H_{s}} = humedad de saturación
{\displaystyle \ H} = humedad del aire

## Tipos e iconografía

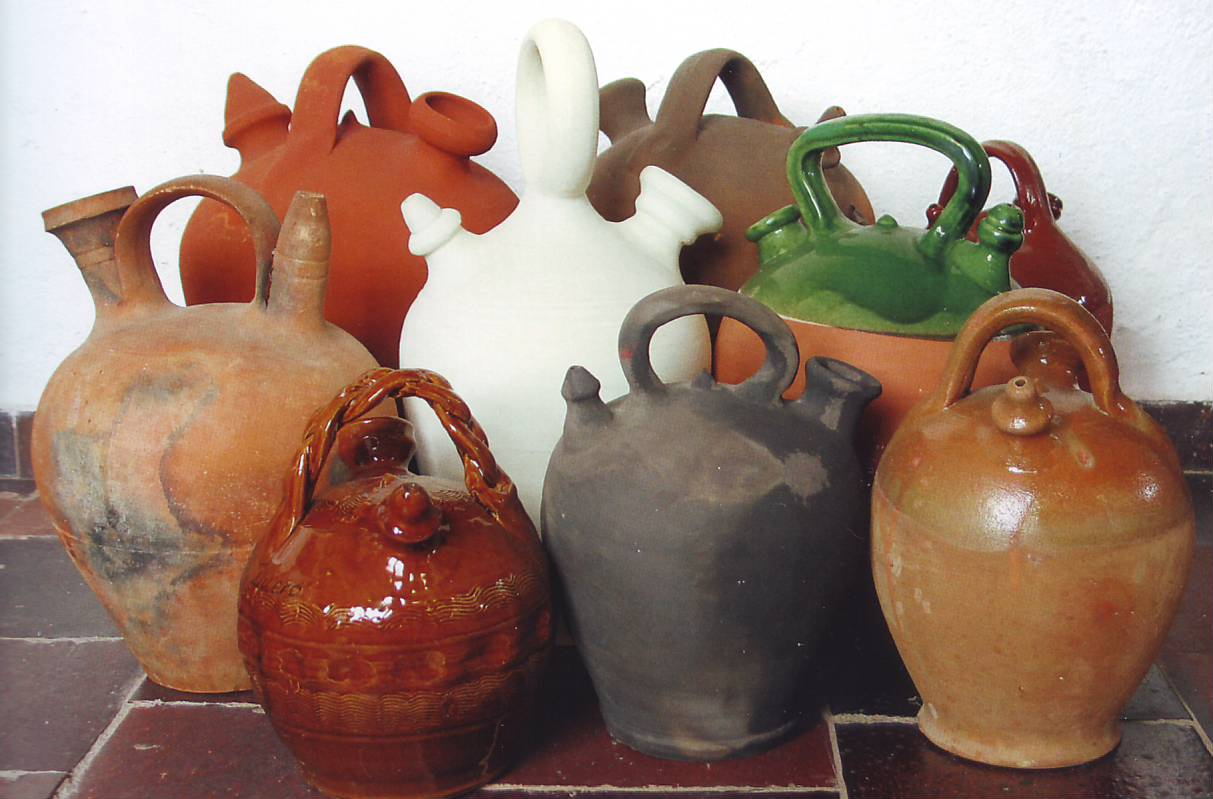
Botijería variada en el Museo de Cerámica Nacional (Chinchilla)

Joaquín Sorolla, pintor luminista valenciano, pintó al menos en dos ocasiones un botijo blanco, similar a los de Agost. Hacia 1905, en un óleo titulado precisamente El botijo, en el que una muchacha ayuda a un niño a beber de él. El cuadro, vendido originalmente a un particular y a pesar de no ser especialmente representativo de su obra, fue una de las pinturas seleccionadas en 1964 para la serie filatélica dedicada a Sorolla, llevando la imagen del botijo español hasta los más recónditos confines postales del planeta. Años después, un botijo similar aparece en el lado izquierdo de una de las muchas escenas íntimas captadas por Sorolla en las playas valencias: Madre e hija. Playa de Valencia, de 1916.

Sorollas blancos
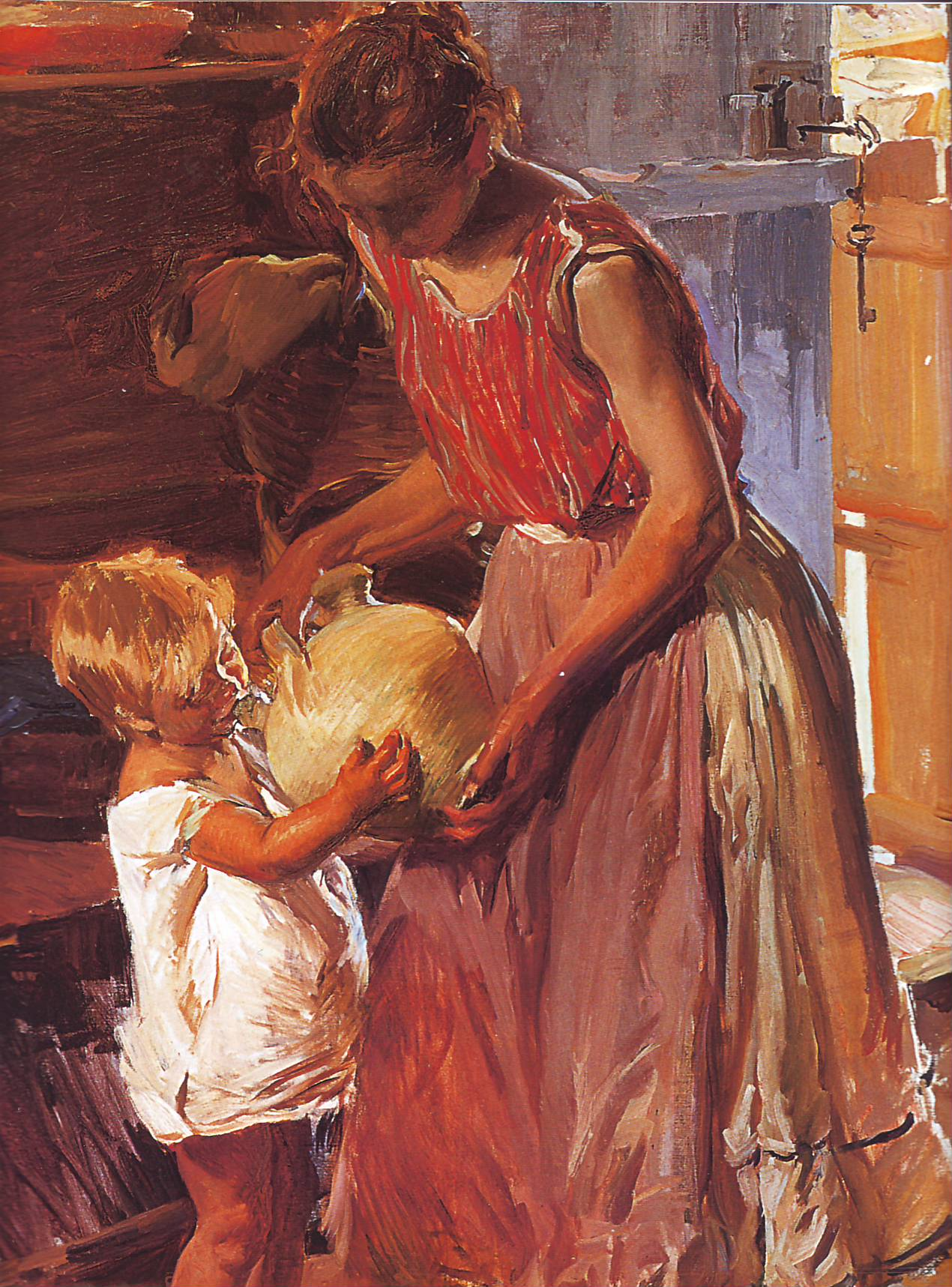
El botijo (1905)
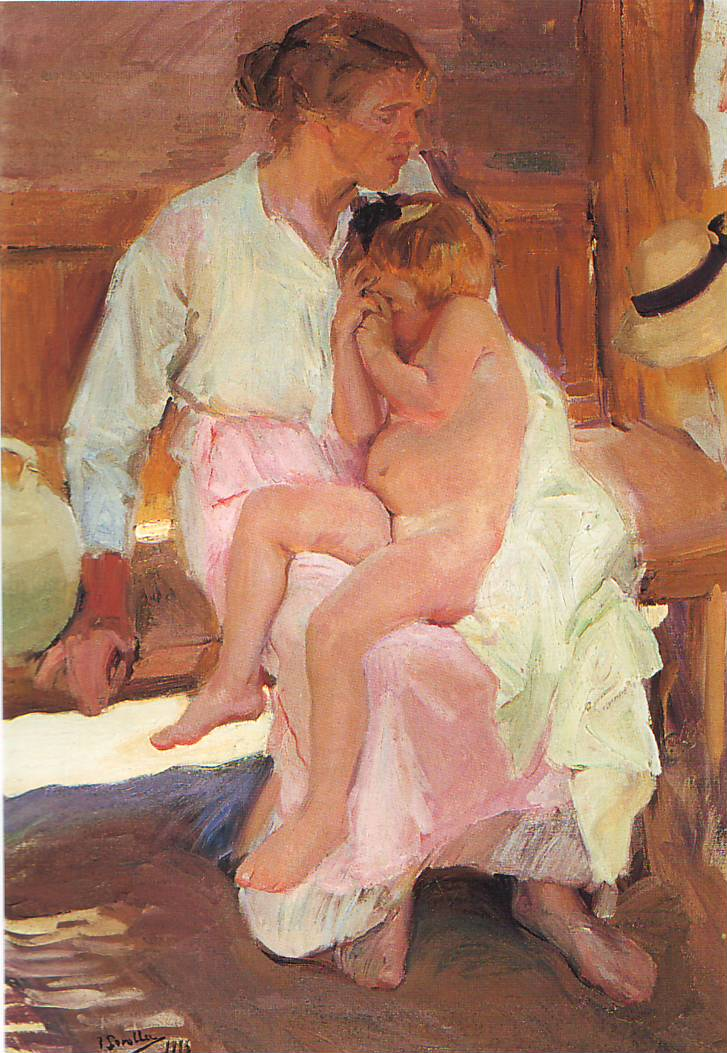
Madre e hija (1916)

Botijos sencillos
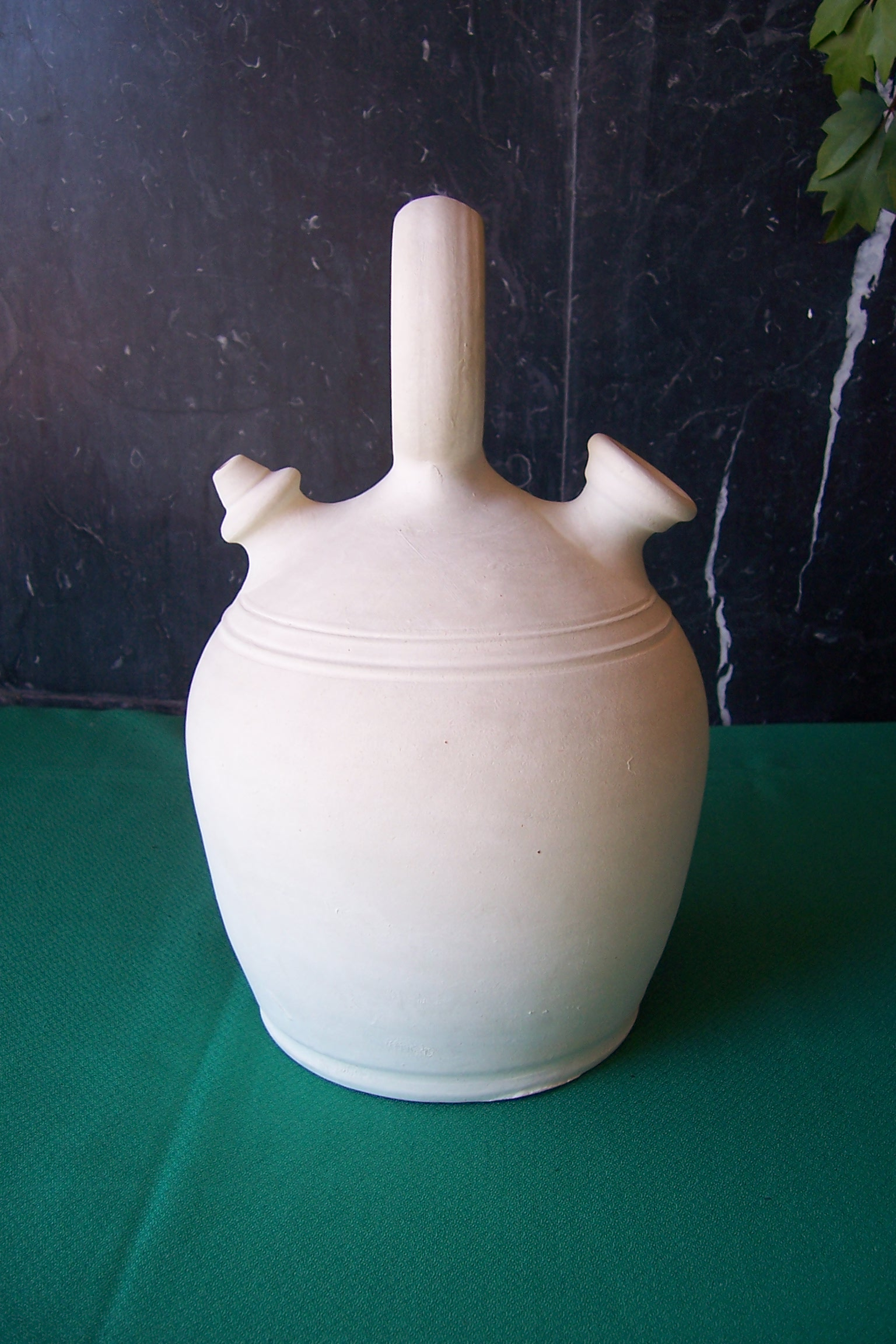
Botijo blanco de verano.
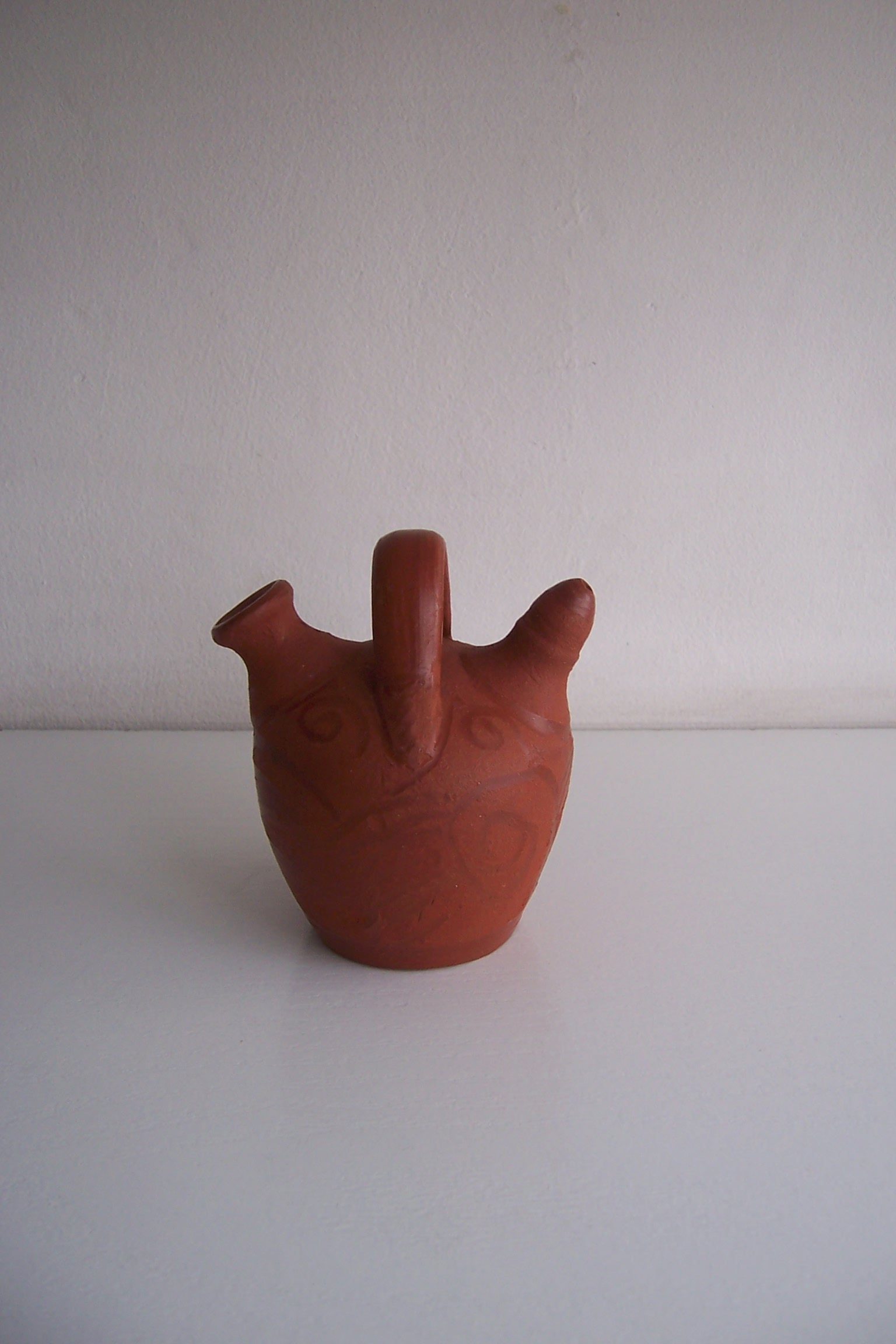
Botijo de barro rojo y esgrafiados.
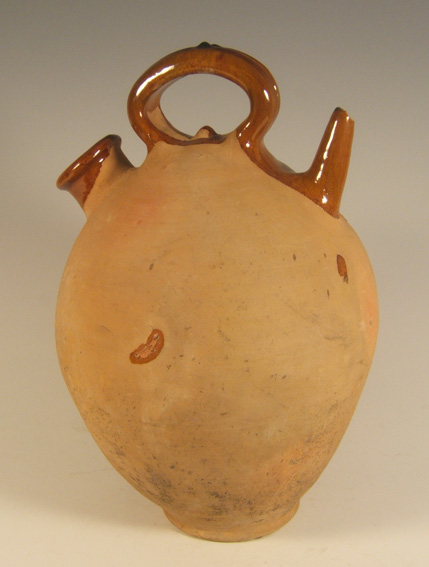
Botijo de La Bisbal (Gerona), sin vidriar (apenas un babero).
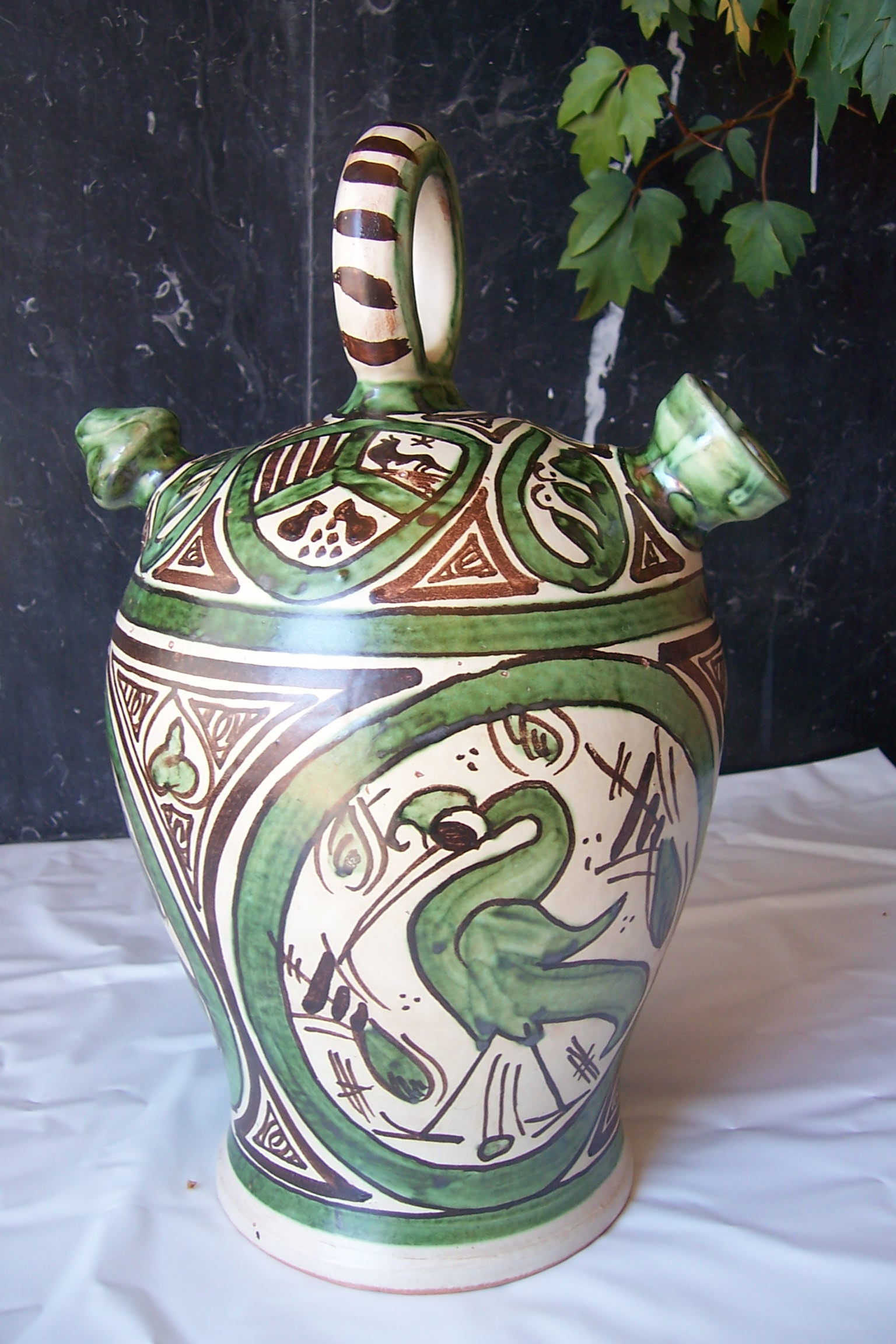
Botijo vidriado con decoración morisca, cerámica de Teruel.
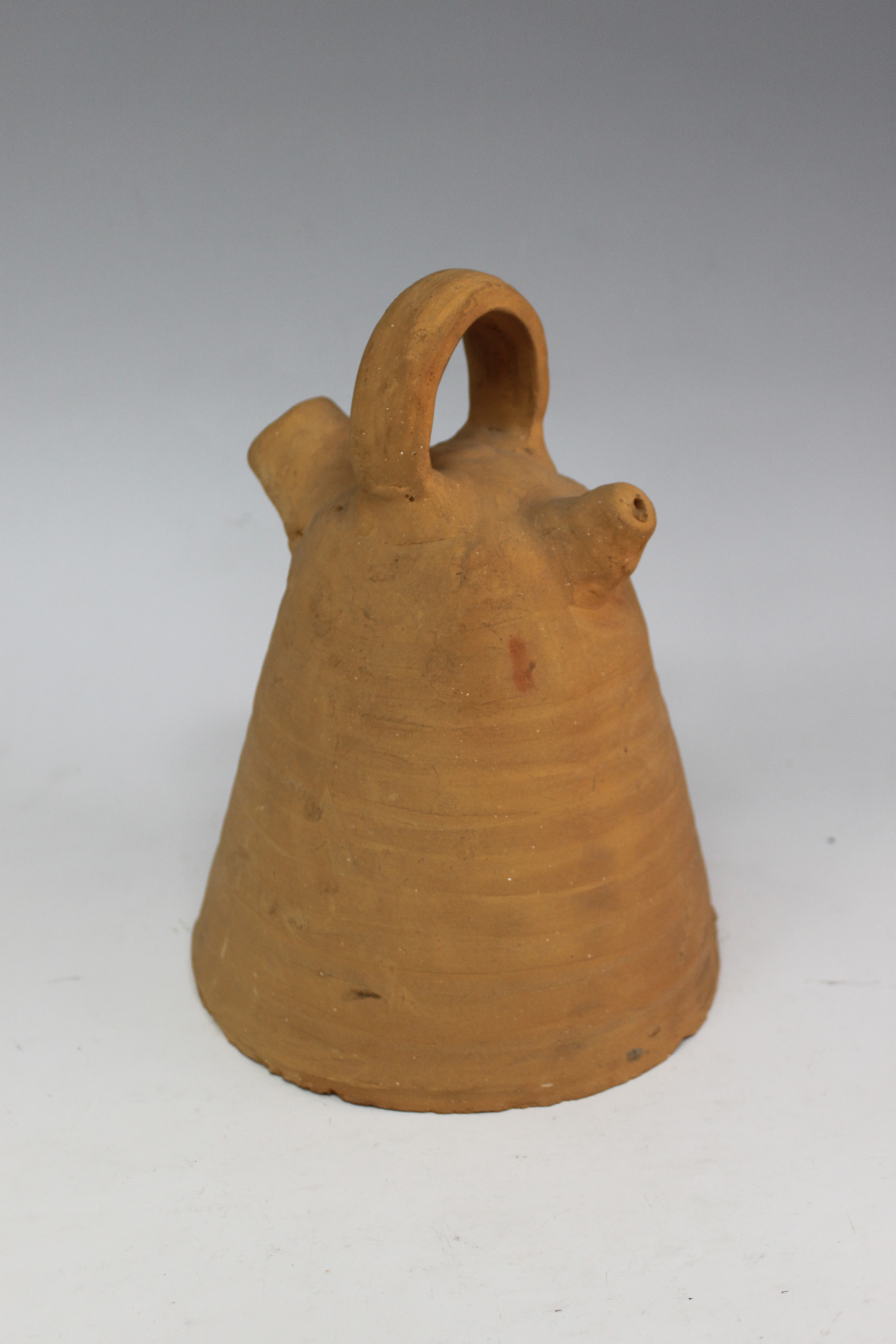
Botijo de pescador o de barca (Ciudadela, Menorca).

Botijos complicados
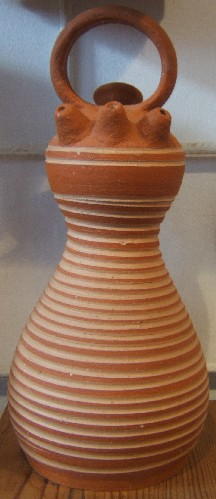
Botijo rayado de trampa, (Totana).
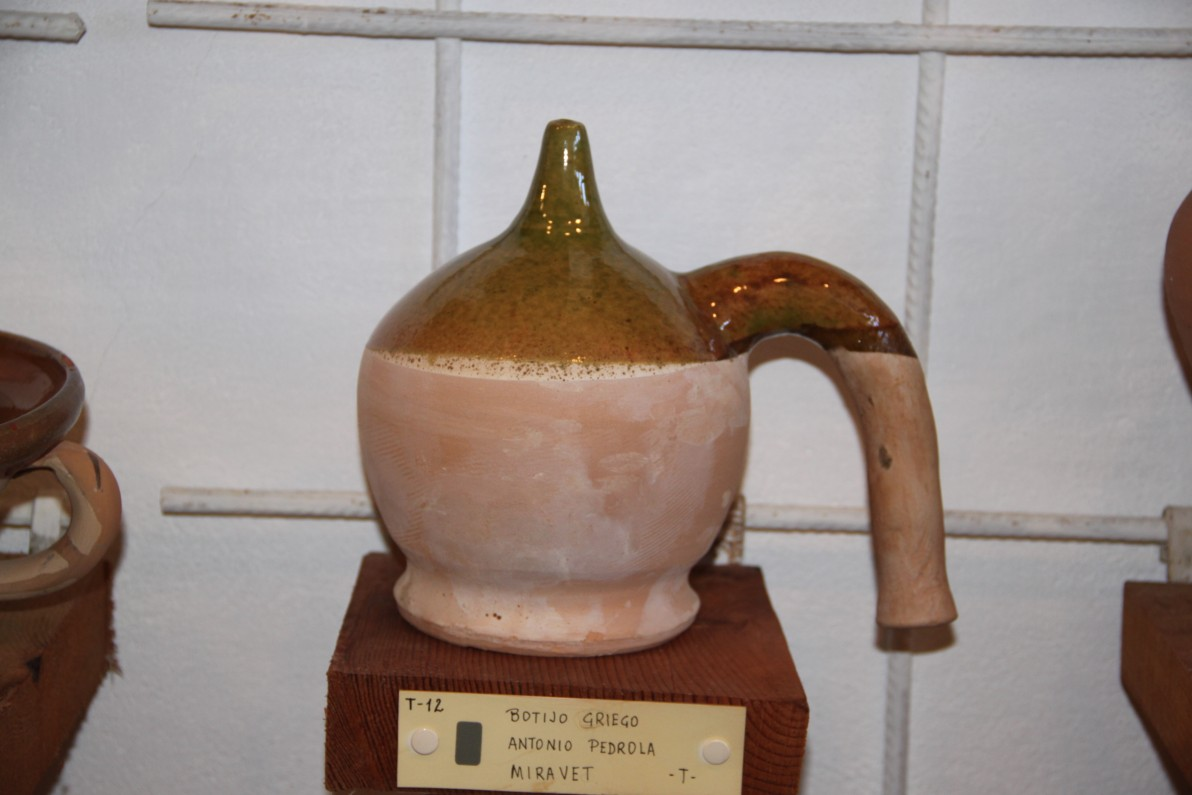
Botijo griego (Miravet).
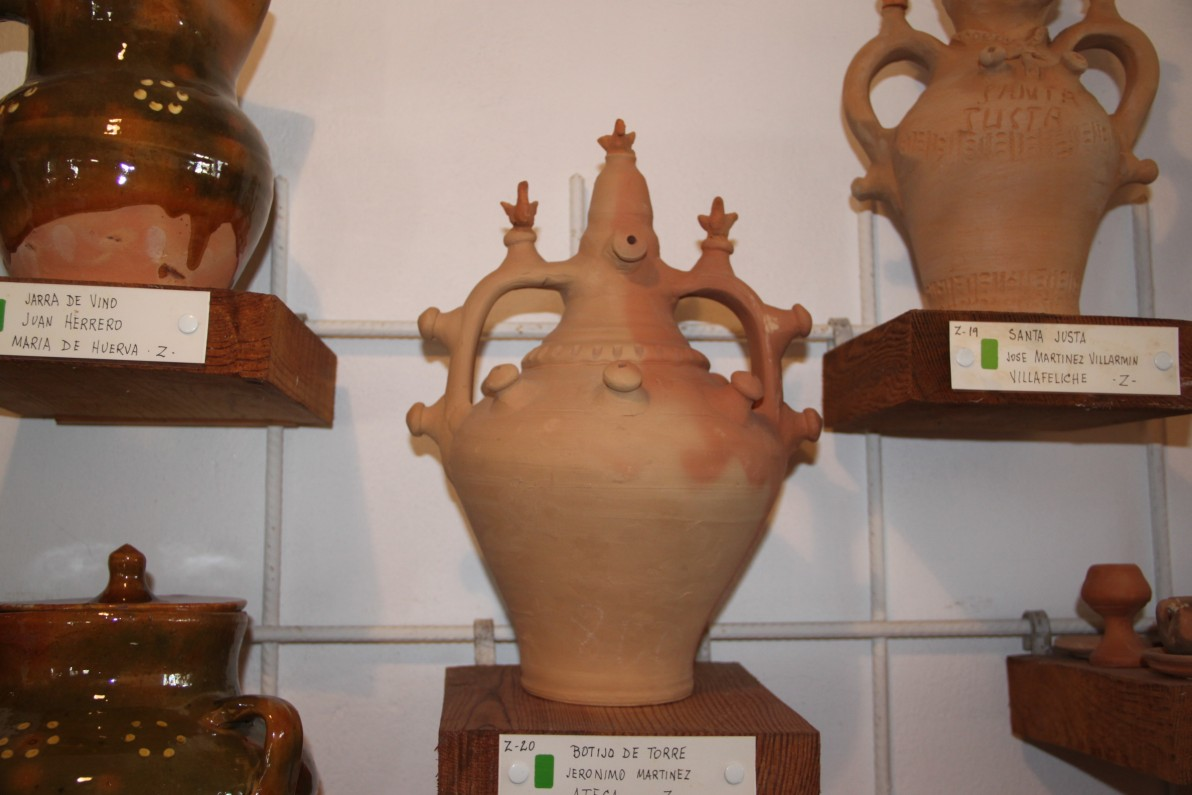
Botijo de torre (Ateca).
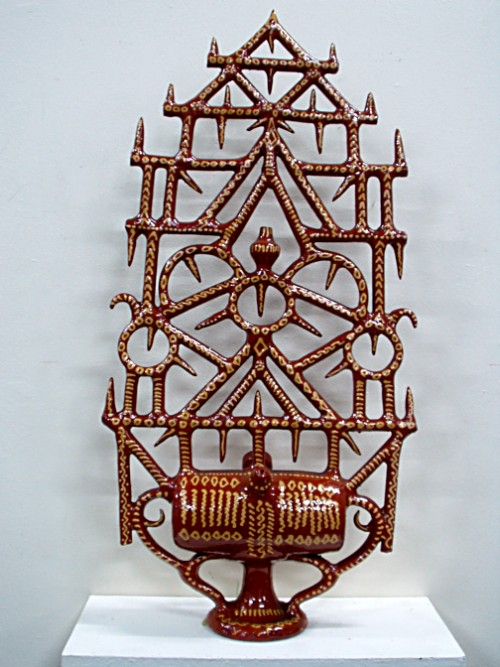
Botijo de peineta (Alba de Tormes).